# 陰莖吸引器

陰莖泵

真空吸引器，亦稱陰莖泵或是陰莖吸引器、助勃器，是指一種醫療上用來治療勃起障礙所使用的輔助器材。

## 原理
其原理是採用一筒狀設計的器具套住陰莖後並抽氣，使之筒內形成真空狀態，使血液因負壓原理而流入陰莖後造成強行的勃起（而非受任何刺激後的正常勃起），並依靠其底部裝設一附有彈性的環形圈緊套住陰莖根部使血液無法迴流自體內（陰莖環），以延長勃起時間。值得注意的是，此類的方式僅是讓陰莖因物理作用而勃起，使海綿體充分的充血並留住血液，但完全不可能使陰莖有絲毫增大的效果，只要將套環取下待陰莖恢復鬆軟後便會恢復原本的大小。

## 臨床功效
然而在專業臨床上，真空吸引器有被用來復健勃起障礙的功能，並能有效提高使用者與性伴侶的關係。其真空狀態強迫的讓血液流向陰莖並以陰莖環套住陰莖根部使血液堵塞於海綿體內防止陰莖消軟，醫學上藉此治療器質性陽痿的病患，使病人能勃起並提供足夠的時間進行性行為。在美國老人健保中，亦有給付真空吸引器療法。但是正在接受抗凝血藥物治療者或血液惡病體質(Cachexia)不宜使用真空吸引器來作為勃起障礙的復健器具。因此在使用真空吸引器之前，最好能尋求泌尿科醫師的指引。
臨床上，真空吸引器亦被用來治療佩羅尼氏病（Peyronie's disease，或稱陰莖硬結症）。一份來自英國聖彼德醫院泌尿科的研究報告指出，31名帕榮雷氏病患者在進行為期12週，每天兩次10分鐘的真空吸引器療法之後，發現病患的陰莖疼痛問題、勃起角度的問題、以及長度，都有統計上明顯的改善；其中有11名病人的陰莖增長0.5cm-1.5cm，但陰莖粗度並無改變。
一份伊朗的研究，召募37名陰莖小於10cm的性能力正常的男子，進行每週3次、每次20分鐘、為期六個月的真空吸引療程。六個月之後，整體陰莖長度平均從7.6cm增加到7.9公分，但這0.3cm在統計上並無意義，可能因為測量誤差或其他環境因素所致。儘管可能在陰莖增大上無效，但病人心理滿意度可能可因真空療法而有滿足。
此器材是治療勃起障礙的醫療器具，並無增大陰莖之功效，在使用上一定要尋求專業醫生，充分了解其操作方式與使用時間，且在醫生評估後使用，才能在最低風險的情況下改善陽痿。值得注意的是醫療用的真空吸引器（泵）與坊間情趣用品店所販售的「玩具」是截然不同的，隨意購買操作會使其危險性高出許多。

## 錯誤認知
誇大不實的性玩具廣告常使民眾產生誤解，認為可以促進陰莖發育、訓練降低敏感度、增強勃起硬度。另外，不少成人用品店則將真空吸引器配合潤滑液及人工陰道作為男性自慰的商品。但多數材料標示不清，且無合格檢驗，使用上也格外沒有保障。

## 文獻
1. ↑  台灣勃起功能障礙諮詢暨訓練委員會. .   [2015-07-10]. （原始内容存档于2015-07-11）.
2. 1 2  鄧慶華. . 台中市立復健醫院.   [2015-07-10]. （原始内容存档于2016-03-04）.
3. ↑  Domenech, Benjamin. . Fox Nation (FOX News Network, LLC.). 2011-12-07  [2011-12-13]. （原始内容存档于2012-01-08）.
4. ↑  Raheem, Amr Abdel; Garaffa, Giulio; Raheem, Tarek Abdel; Dixon, Michelle; Kayes, Amanda; Christopher, Nim; Ralph, David. . BJU international. 2010-10, 106 (8): 1178–1180  [2020-06-26]. ISSN 1464-410X. PMID 20438558. doi:10.1111/j.1464-410X.2010.09365.x. （原始内容存档于2020-06-26）.
5. ↑  Aghamir, Mohammad Kazem; Hosseini, Reza; Alizadeh, Farshid. . BJU international. 2006-04, 97 (4): 777–778  [2020-06-26]. ISSN 1464-4096. PMID 16536772. doi:10.1111/j.1464-410X.2006.05992.x. （原始内容存档于2020-06-30）.